# Jean-Jacques Prado
 (juin 2021).
Si vous disposez d'ouvrages ou d'articles de référence ou si vous connaissez des sites web de qualité traitant du thème abordé ici, merci de compléter l'article en donnant les références utiles à sa vérifiabilité et en les liant à la section « Notes et références ».
Jean-Jacques Prado, né à Draguignan, en France, le 8 mai 1917 et mort le 19 septembre 2011 à Champigny-sur-Marne, est un chercheur indépendant français spécialisé dans l'histoire de la Bretagne et des Peuples de la mer.

## Biographie
Jean-Jacques Prado est le fils du poète Jacques Prado et le petit-fils de Jean-Marie Leissen. Il devient commissaire de la Marine nationale. Au cours de sa carrière, il est directement engagé dans les conflits de la Seconde Guerre mondiale et de la Guerre d'Indochine. En 1964, il retourne dans le civil en tant que juriste, puis chef d'entreprise.
Son premier livre, La Bretagne avant Nominoe, traite de l'histoire bretonne de la Préhistoire au Haut Moyen Âge.
Son deuxième livre, L'Invasion de la méditerranée par les peuples de l'océan au XIIIe siècle av. J.-C., paru en 1992, propose une approche critique de l'Histoire de la Méditerranée

## Publications
- La Bretagne avant Nominoé, 1989[1]
- L'Invasion de la Méditerranée par les Peuples de l'Océan, éditions L'Harmattan, 1992[2]
- Histoire d'un commissaire de la marine nationale, éditions Bénévent, 2003[3]